# Tiverton, Devon
Tiverton är en ort och civil parish i Mid Devon i Devon i England. Orten har 16 772 invånare (2001). Staden nämndes i Domedagsboken (Domesday Book) år 1086, och kallades då Tovretone/Tovretona.